# Jean-Jacques Paignard
Jean-Jacques Paignard est un homme politique français né le 18 mars 1751 à Bellême (Orne) et décédé le 4 septembre 1807 au même lieu.
Négociant à Bellême, il est administrateur du district et député de l'Orne de 1791 à 1792, siégeant dans la majorité.

## Sources
- « Jean-Jacques Paignard », dans Adolphe Robert et Gaston Cougny, Dictionnaire des parlementaires français, Edgar Bourloton, 1889-1891 [détail de l’édition]